# Altamura
Altamura ist eine italienische Stadt in der Metropolitanstadt Bari in Apulien mit 70.093 Einwohnern (Stand 31. Dezember 2023).

## Geografie
Altamura liegt 45 km südwestlich von Bari an der Grenze zur Basilikata. Die Nachbargemeinden sind Bitonto, Cassano delle Murge, Gravina in Puglia, Grumo Appula, Matera (MT), Ruvo di Puglia, Santeramo in Colle und Toritto.

## Geschichte
Seit dem 8. Jahrhundert v. Chr. wurde die Murge-Anhöhe, auf der Altamura liegt, besiedelt und im 6. bis 3. Jahrhundert v. Chr. wurden in der Gegend Megalithe erstellt. Im 5. Jahrhundert v. Chr. legten die Peuketier die antike Akropolis, die hohe Mauer („alta mura“) an. Im 9. Jahrhundert wurde die Stadt von den Sarazenen zerstört. Danach ließ sie erst wieder Friedrich II. im Jahr 1230 per Dekret neu begründen und ab 1232 die Kathedrale bauen. Dabei wurde die Stadt hauptsächlich von Griechen und Juden aus der Umgebung besiedelt. Im 13. Jahrhundert erhielt Altamura eine Stadtmauer und wurde von Karl I. von Anjou als Lehen vergeben. Im 18. Jahrhundert gab es für 50 Jahre eine Universität, die sich einen guten Ruf erwarb.

## Sehenswürdigkeiten

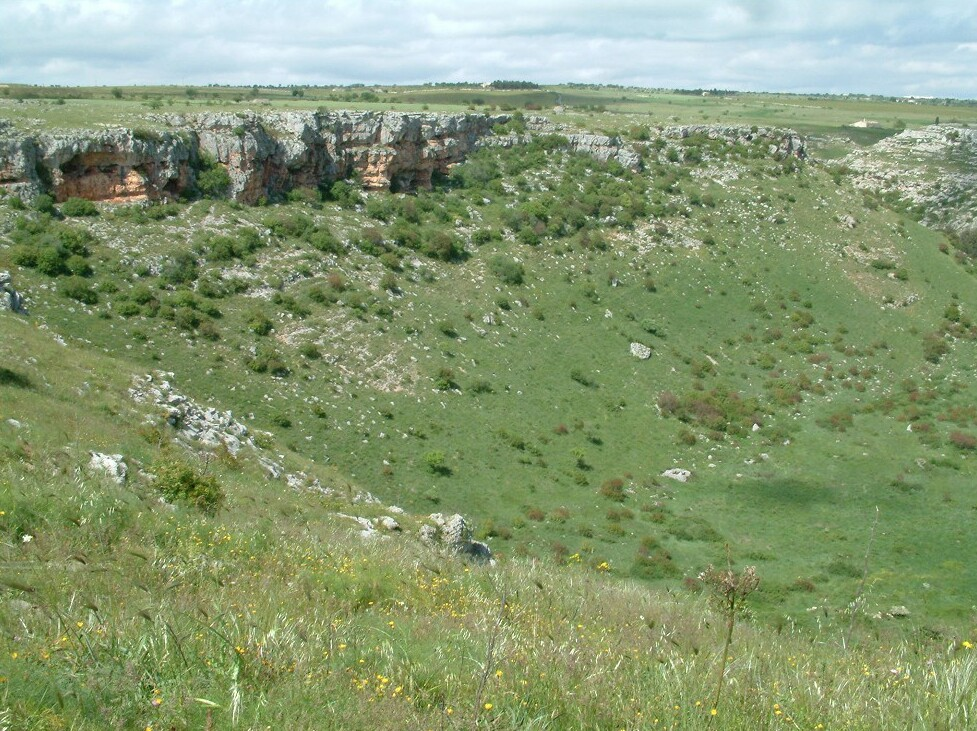
Pulo di Altamura

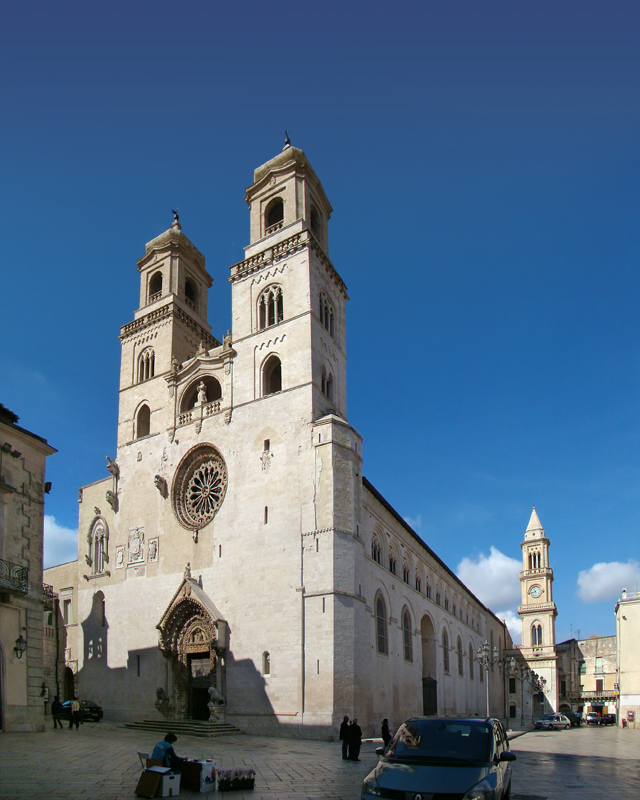
Die Kathedrale, erbaut ab 1232, seitdem mehrmals renoviert

- Hauptsehenswürdigkeit ist die Kathedrale Santa Maria Assunta des Bistums Altamura-Gravina-Acquaviva delle Fonti, die sich an der Piazza Duomo erhebt und bei der es sich um die einzige im Auftrag Friedrich II. erbaute Kirche in Apulien handelt.
- Mittelalterliche Mauern
- Schauhöhle/Museum zur Grotta di Lamalunga, Fundort des Altamura-Mannes
- Doline Pulo di Altamura

## Städtepartnerschaften
- Lucera, Italien
- Modica, Italien
- Castellana Sicula, Italien

## Söhne und Töchter der Stadt
- Giacomo Tritto (1733–1824), Komponist und Musikpädagoge
- Luca de Samuele Cagnazzi (1764–1852), Archidiakon, Mathematiker und Erfinder
- Vincenzo Lavigna (1776–1836), Musiker
- Saverio Mercadante (1795–1870), Komponist
- Francesco De Feo (1920–2020), Dokumentarfilmer
- Donato Squicciarini (1927–2006), Erzbischof und Diplomat des Heiligen Stuhls
- Giacinto Berloco (* 1941), Erzbischof und Diplomat des Heiligen Stuhls
- Domenico Cornacchia (* 1950), katholischer Geistlicher, Bischof von Lucera-Troia
- Michele Castoro (1952–2018), katholischer Geistlicher, Erzbischof von Manfredonia-Vieste-San Giovanni Rotondo
- Giovanni Peragine (* 1965), katholischer Geistlicher, Erzbischof von Shkodra-Pult

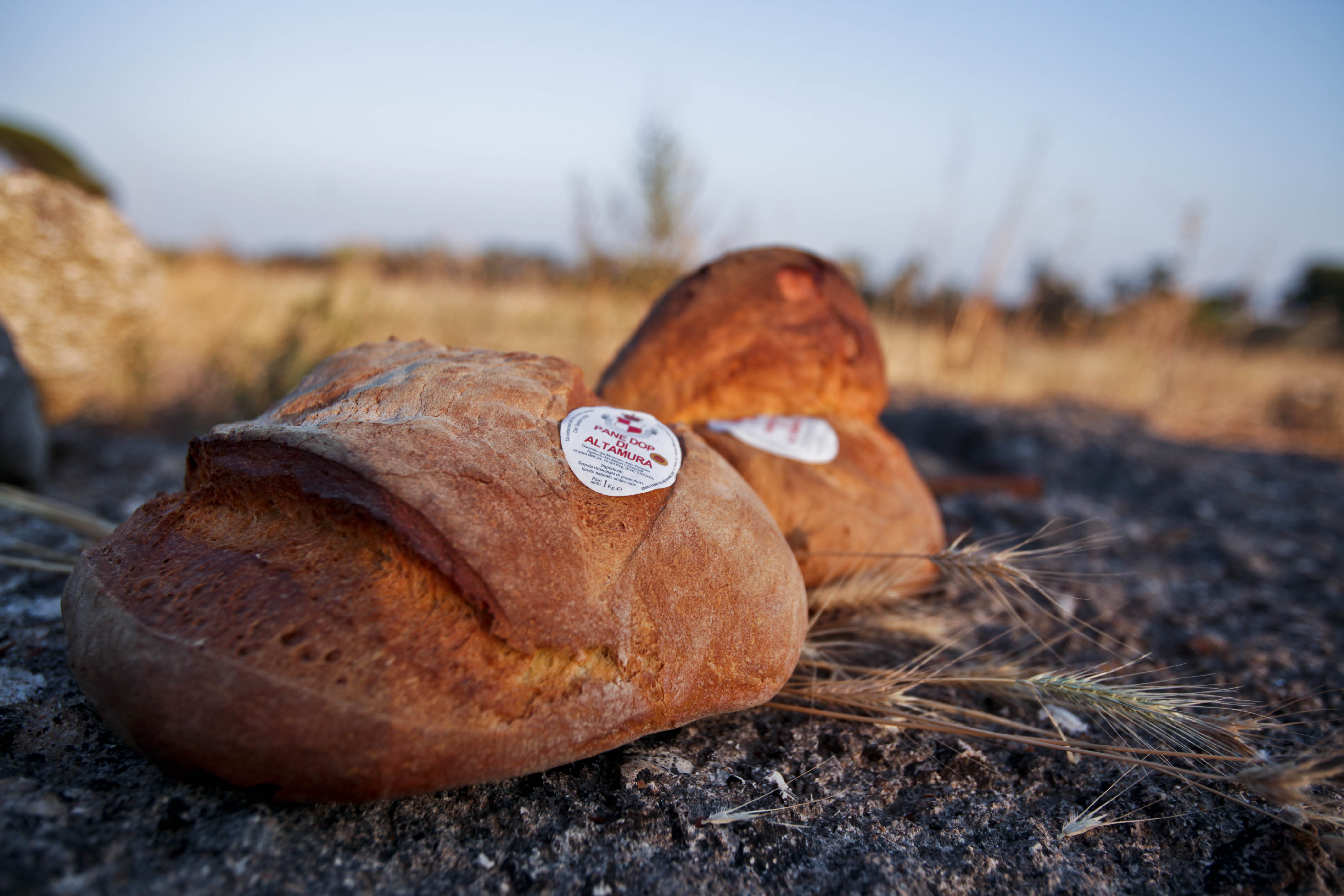
Pane di Altamura

- Francesco Caputo (* 1987), Fußballspieler

## Kulinarisches
- Altamura ist in Italien bekannt für sein Brot, das als Pane di Altamura ein Produkt mit geschützter Ursprungsbezeichnung ist.[2]